# Ермолаев, Дмитрий Алексеевич
Дмитрий Алексеевич Ермолаев (8 [20] октября 1897, с. Волчиха, Горбатовский уезд, Нижегородская губерния, Российская империя — 22 октября 1938, Тамбов, РСФСР) — советский партийный и государственный деятель, и. о. председателя Воронежского облисполкома (1937).

## Биография
Член РКП(б) с 1918 г. В 1918 г. — курсант Школы военных агитаторов (Нижний Новгород).
Участник Первой мировой и Гражданской войн.
В январе-октябре 1918 г. — заведующий магазином Волчихинского сельскохозяйственного потребительского общества, секретарь Лукояновского уездного нотариального отдела (Нижегородская губерния).
- 1920—1921 гг. — секретарь, заместитель комиссара материальной службы Волго-Бугульминской железной дороги (Симбирск),
- сентябрь-ноябрь 1921 г. — секретарь Бюро ячеек РКП(б) коллектива Симбирского транспортного узла,
- 1921—1923 гг. — заведующий транспортным отделом Симбирского городского комитета РКП(б), заместитель заведующего организационным отделом Симбирского губернского комитета РКП(б),
- 1922 г. — заместитель председателя Симбирского губернского Революционного Трибунала,
- 1923—1928 гг. — заведующий организационно-инструкторским отделом Симбирского — Ульяновского губернского комитета РКП(б)-ВКП(б),
- июль-сентябрь 1925 г. — ответственный секретарь Ульяновского губернского комитета РКП(б),
- 1928—1929 гг. — ответственный инструктор Нижне-Волжского краевого комитета ВКП(б),
- 1929—1930 гг. — заведующий Тамбовским окружным земельным управлением,
- 1930—1931 гг. — заведующий организационным отделом, отделом кадров Центрально-Чернозёмного областного земельного управления,
- 1931—1932 гг. — заведующий отделом кадров Центрально-Чернозёмного областного комитета ВКП(б),
- 1932—1934 гг. — заместитель председателя Центрально-Чернозёмной областной контрольной комиссии ВКП(б),
- 26 января—10 февраля 1934 года делегат XVII съезда ВКП(б) с совещательным голосом от Центрально-Чернозёмной парторганизации[1].
- 1934—1937 гг. — председатель Воронежской областной плановой комиссии,
- июль-октябрь 1937 г. — и. о. председателя исполнительного комитета Воронежского областного Совета,
- октябрь-ноябрь 1937 г. — председатель Тамбовской областной плановой комиссии.

В ноябре 1937 г. был арестован по обвинению в антисоветской право-троцкистской террористической и диверсионно-вредительской организации, 22 октября 1938 г. Военной коллегией Верховного суда СССР приговорен к расстрелу. В октябре 1956 года был реабилитирован Военной коллегией Верховного суда СССР.